# Saint-Michel-en-Beaumont
Saint-Michel-en-Beaumont là một xã của tỉnh Isère, thuộc vùng Rhône-Alpes, đông nam nước Pháp.